# Guru Arjan
Cette page contient des caractères d'alphasyllabaires indiens. En cas de problème, consultez Aide:Unicode.
Guru Arjan Dev (pendjabi : ਗੁਰੂ ਅਰਜੁਨ ਦੇਵ (Gurū Arjan)) est le cinquième Guru du sikhisme; il est né à Goindwal au Penjab en Inde le 15 avril 1563 et mort le 30 mai 1606 à Lahore.

## Biographie
Selon les vœux de son prédécesseur (et père) Guru Ram Das, Guru Arjun prit la charge de Guru sikh le 1er septembre 1581. Guru Arjan est le premier Guru du sikhisme à être né sikh. 
Son œuvre primordiale a été la première compilation des textes de référence spirituelle des Sikhs, l'Adi Granth, œuvre qu'il acheva en 1604 et qui devint Livre Sacré. Il est lui-même l'auteur d'un grand nombre d'hymnes du Guru Granth Sahib, dont la Prière: Sukhmani (littéralement « Paix de l'esprit »). Cet ouvrage avait besoin d'être réalisé pour fédérer les croyants et pour établir une version claire et officielle des Textes des Gurus antérieurs.
À Amritsar, ville fondée par Guru Ram Das, Guru Arjan entreprit la construction de Harimandir Sahib, le Temple d'Or, et fit de la ville un lieu central pour toute la communauté sikhe.
Emprisonné en 1606 sous l'ordre de l'empereur Jahangir, il mourut sous la torture, prétendument pour avoir comploté contre le nouvel empereur. Il devint ainsi le premier martyr sikh, le protomartyr du sikhisme.
Peu avant sa mort, il nomma son fils Guru Hargobind comme successeur.